# Guild Wars: Factions (Official Soundtrack)
Guild Wars: Factions (Official Soundtrack) – ścieżka dźwiękowa z gry Guild Wars: Factions, została skomponowana przez Jeremy'ego Soule'a. Zawiera ona 24 utwory.

## Lista utworów
1. Guild Wars Factions Theme – 1:48
2. Age of the Dragon – 2:17
3. Shing Jea Monastery – 2:27
4. Luxon Theme – 3:40
5. Kurzick Theme – 2:15
6. Kaineng City – 2:20
7. Harvest Festival – 2:10
8. Coastline – 2:08
9. Jade Sea – 2:13
10. Echovald Forest – 2:22
11. Assassin's Theme – 3:06
12. Ritualist's Theme – 2:17
13. Arborstone – 2:46
14. Tanglewood Copse – 1:22
15. The Eternal Grove – 1:35
16. Minister Cho's Estate – 2:14
17. Zen Daijun – 3:07
18. Unwaking Waters – 2:16
19. Rasu Palace – 2:44
20. Day of the Jade Wind – 2:47
21. Bonus Track 1 – 2:26
22. Bonus Track 2 – 3:51
23. Bonus Track 3 – 1:33
24. Bonus Track 4 – 2:33